# 康塔克特 (內華達州)
康塔克特（英語：Contact）是位於美國內華達州埃爾科縣的鬼鎮。

## 歷史
康塔克特的郵局於1897年設立，其後於1968年停運。

## 地理
康塔克特所處的海拔為高於海平面1631米（即5351英呎），而該地所採用的時區為UTC-8，即太平洋时区（PST）。同時該地設有夏令時間，為UTC-8調快一小時，即UTC-7（PDT）。